# Maumusson-Laguian
Maumusson-Laguian é uma comuna francesa na região administrativa da Occitânia, no departamento de Gers. Estende-se por uma área de 9.30 km², e possui 148 habitantes, segundo o censo de 2018, com uma densidade de 16 hab/km².